# Emanace
Emanace, z latinského emano „vytékat, ronit, vyplývat, proudit, čišet“, je metafyzický koncept spontánního výronu z nejvyšší substance jako je Bůh, Jedno nebo Absolutno, skrze který vzniká veškeré stvoření až po nejnižší příčky. Prvotní zdroj skrze toto tvoření nijak neubývá, nemění se, zůstává nekonečný, a je přítomen ve všech stupních hierarchie stvoření. V řečtině je používán termín aporroia.
Učení o počátku světa skrze emanace se nazývá emanacionismus. Pokud je pojímán tak že emanace jsou závislé na vůli prvotního zdroje je tento koncept blízký křesťanskému chápání stvoření. Pokud je stvoření skrze emanace samovolné podobá se pantheismu a spinozismu. Emanacionismus lze chápat jako opak k učení o stvoření z ničeho a také jako opak evolucionismu.

## Historie konceptu
Emanacionismus je vzácný v klasické řecké filosofii a pojem aporroia byl užíván spíše ve spojení s epistemologií, například u Empedokla. Později se jeho náznaky objevují u židovského filosofa Filóna Alexandrijského působícího na přelomu letopočtu, nebo u Basilida z Antiochie a  Valentína, gnostických filosofů 2. století.
Svou klasickou podobu emanacionismus získal v díle novoplatoniků Plotína a Prokla. V Plotínově pojetí veškerenstvo povstává v bezčasém procesu z dokonalého, transcendentního a nepopsatelného Jednoho, nejdříve se objevuje Nús „mysl“, poté Psyché „duše“ a nakonec hmota. Tento proces přirovnal k šíření světa, růstu stromu či vytékání pramene. Podle Plotína je možné se navrátit k původní Jednotě skrze reflexi, očišťování a osvobozování od všeho smyslového a konkrétního, což vede k mystickým zkušenostem.
Kromě gnosticismu a novoplatonismu se idea emanace objevuje také u křesťanských autorů jako je Pseudo-Dionysios Areopagita, Jan Duns Scotus a Tomáš Akvinský. Dále ji pak lze nalézt v kabale a u filosofů 16. a 17. století, jako byl Gottfried Wilhelm Leibniz a Friedrich Schelling,  potétoto učení upadlo ve prospěch evolucionismu.

## Plotínos a pozdější tradice
Emanace chce vyjádřit vztah mezi dokonale transcendentním Bohem a světem. Tuto radikální nesouměřitelnost Boha a světa vyjadřuje Bible tak, že Bůh tvoří svým slovem (Gn 1, 2 (Kral, ČEP) a násl.) Platón pro ni používá pojem "oddělení" (chórismos), které ovšem tvůrce (demiurg) překračuje. Stvořený svět se pak na nestvořeném "podílí" (methexis). Plótinos na několika místech užívá pojem aporroia (emanace), ale vymezuje jej tak, že emanace je svobodná, nevzniká ze žádné nutnosti, nýbrž z čistého „přetékání“, bytí tvůrce se jí nijak nezmenšuje a výsledek emanace není s tvůrcem totožný, nýbrž pouze podobný.[ujasnit]
V tomto významu se pojem emanace užíval ve středověku, například u Pseudo-Dionysia, Boethia, Tomáše Akvinského nebo u Mikuláše Kusánského. Mistr Eckhart užívá pojem „přelévání“ (transfusio), kdežto Leibniz latinské sloveso promanare. Teprve nedávný výzkum ukázal, že starší tradice se snažila pojem emanace pečlivě odlišit od představ automatického „vytékání“ stvoření z tvůrce, které se někdy označují jako emanatismus. Samo slovo takové představy přesto navozovalo a oslabovalo zásadní nesouměřitelnost tvůrce a stvoření. Pojem se pak objevuje také u Schellinga a Hegela, kteří jej však z těchto důvodů odmítají. Katolická církev emanatismus odmítla v 19. století.[ujasnit]

## Příbuzná učení
Myšlení podobné emanacionismu se však objevuje také v mnoha starších a domorodých náboženských tradicích. Podle Charlese H. Longa může být příkladem může být dogonský mýtus o vzniku světa z malého semínka či polynéské podání o tom jak Ta'aroa stvořil svět ze sebe sama a z kosmického vejce. Idea že stvoření má povahu neustálého proudění je pak vlastní čínskému myšlení, podle významného učení wu-sing totiž dochází k neustálému přelévání mezi prvky stvoření. Long k emanacionismu přirovnává také Thalétovo pojetí podle kterého je počátkem všeho bytí voda a Anaximandrovo učení o apeironu jako počátku všeho bytí. Představa vzniku světa skrze emanace se objevuje také v středoperských zarathuštrických dílech jako Bundahišn nebo Dénkart.